# Decan-1-ol
El Decan-1-ol, anteriormente nombrado como 1-Decanol,  es una cadena lineal de alcohol graso con diez átomos de carbono y la fórmula molecular C10H22O. Es un líquido viscoso incoloro que es insoluble en agua y tiene un olor fuerte. La tensión interfacial contra el agua a 20 °C es 8,97 mN / m.

## Usos
Decanol se utiliza en la fabricación de plastificantes, lubricantes, tensioactivos y disolventes.

## Toxicidad
Decanol causa una alta irritabilidad de la piel y los ojos, y cuando salpica en los ojos puede causar un daño permanente. La inhalación e ingestión pueden ser perjudiciales y también puede funcionar como un narcótico. Es perjudicial en el medio ambiente.